# Ecphylus blancheae
Ecphylus blancheae är en stekelart som beskrevs av Marsh 2002. Ecphylus blancheae ingår i släktet Ecphylus och familjen bracksteklar. Inga underarter finns listade i Catalogue of Life.